# 陈恭禄
陈恭禄（1900年—1966年10月8日），江蘇丹徒(今为镇江市丹徒区)高资镇人。

## 生平
早年受业于青州知府鲍心增。1916年，考入美国教会办的扬州美汉中学。1921年考入金陵大学，由化学而农科，后又入历史系学习，1926年毕业。曾經任金陵大学历史系讲师。1933年8月到国立武汉大学，越一年任教授。在武汉大学主讲中国通史、中国近代史、（日本史、印度史）专史研究等课程。1936年赴金陵大学任教授。
期间，陈恭禄曾与《清代通史》的作者蕭一山進行激烈筆戰，火药味甚浓，至1934年双方辩文陆续刊载于《大公报》。
1949年后，长期任南京大学历史系教授，并当选为南京市第二、第三届政协委员、南京历史学会理事。九三学社社员。专长中国近代史。1966年8月，陳恭祿被陳伯達劃歸為「反動歷史學家」遭撤職，當時陳恭祿已罹癌，1966年10月8日病逝。著有《中国上古史史料之评论》、《甲午战后庚子乱前中国变法运动之研究》、《近代中国史料评论》、《曾国藩与海军》、《中国近代史》、《中国通史》、《日本全史》、《中国近百年史》、《中国近代史资料概述》等。